# Distretto di Atavillos Alto
Il distretto di Atavillos Alto è un distretto del Perù appartenente alla provincia di Huaral, nella regione di Lima. È ubicato a nord della capitale peruviana.
Si estende per 347,69 km², a 3255 metri sul livello del mare.
La capitale è Pirca.
| Controllo di autorità | VIAF (EN) 202153363074937520004 · LCCN (EN) n2018043971 |